# Lääne-Nigula
Lääne-Nigula (Estisch: Lääne-Nigula vald) is een gemeente in de Estlandse provincie Läänemaa. De gemeente telde 6.974 inwoners op 1 januari 2024 en heeft een oppervlakte van 1.448,77 vierkante kilometer. Het bestuurscentrum is Taebla.
De gemeente is een fusiegemeente, die ontstond in oktober 2013, toen de gemeenten Oru, Risti en Taebla werden samengevoegd. De naam Lääne-Nigula was ontleend aan de naam van een 14e-eeuwse parochie, waarvan de grenzen ongeveer samenvielen met die van de nieuwe gemeente.
In oktober 2017 werden de gemeenten Kullamaa, Martna, Noarootsi en Nõva bij Lääne-Nigula gevoegd. Van de gemeente Nissi in de provincie Harjumaa kwam het dorp Rehemäe over.
Het Nationaal Park Matsalu ligt gedeeltelijk in Lääne-Nigula. De plaatsen in de voormalige gemeente Noarootsi hebben een Zweedse naam, vaak naast de Estische. Tot in de Tweede Wereldoorlog waren de meeste bewoners Zweedstalig. In de jaren 1943 en 1944 vluchtten de meesten van hen naar Zweden.
Bij de gemeente hoort het eiland Osmussaar. Het dorp op het eiland heeft de naam Osmussaare.

## Plaatsen
De gemeente telt:
- drie plaatsen met de status van vlek (Estisch: alevik): Palivere, Risti en Taebla;
- 115 plaatsen met de status van dorp (Estisch: küla): Allikmaa, Allikotsa, Auaste, Aulepa, Dirhami, Ehmja, Einbi, Elbiku, Enivere, Hara, Hindaste, Höbringi, Hosby, Ingküla, Jaakna, Jalukse, Jõesse, Jõgisoo, Kaare, Kaasiku, Kabeli, Kadarpiku, Kalju, Kärbla, Kasari, Kastja, Kedre, Keedika, Keravere, Keskküla, Keskvere, Kesu, Kirimäe, Kirna, Koela, Kokre, Koluvere, Kudani, Kuijõe, Kuke, Kullamaa, Kullametsa, Kuluse, Kurevere, Laiküla, Leediküla, Leila, Lemmikküla, Liivaküla, Liivi, Linnamäe, Luigu, Männiku, Martna, Mõisaküla, Mõrdu, Nigula, Nihka, Niibi, Niinja, Nõmme, Nõmmemaa, Nõva, Ohtla, Oonga, Oru, Osmussaare, Österby, Pälli, Päri, Paslepa, Peraküla, Piirsalu, Pürksi, Putkaste, Rannajõe, Rannaküla, Rehemäe, Riguldi, Rooslepa, Rõude, Rõuma, Saare, Salajõe, Saunja, Seljaküla, Silla, Soolu, Soo-otsa, Spithami, Sutlepa, Suure-Lähtru, Suur-Nõmmküla, Tagavere, Tahu, Tammiku, Telise, Tuka, Tuksi, Turvalepa, Tusari, Ubasalu, Üdruma, Uugla, Uusküla, Väänla, Väike-Lähtru, Väike-Nõmmküla, Vaisi, Vanaküla, Vanaküla (Gambyn), Variku, Vedra, Vidruka en Võntküla.

Stadsgemeente: Haapsalu 

Landgemeenten: Lääne-Nigula · Vormsi